# عمر الحريري (ممثل)
عمر الحريري (12 فبراير 1926  - 16 أكتوبر 2011)، ممثل مصري.

## حياته الفنية
درس في المعهد العالي للتمثيل العربي وتخرج في نفس دفعة الممثل شكري سرحان عام 1947م، كانت بدايته الفنية من خلال عمله بالمسرح القومي الذي قدم فيه عدة مسرحيات ناجحة ثم عمل في عدة مسارح وقدمه للجمهور الفنان الراحل يوسف وهبي في مسرحياته، عام 1950 شهد أول لقاء بين عمر الحريري وكاميرات السينما حين ظهر في أول أفلامه (الأفوكاتو مديحة) أمام مديحة يسري ويوسف وهبي عام 1950م واشترك في العديد من الأفلام والمسرحيات والمسلسلات. وهو من جيل الممثلين صلاح ذو الفقار ورشدي أباظة وكمال الشناوي.
اشترك في العديد من الأفلام حيث شارك في أكثر من مائة فيلم وأبرزها الوسادة الخالية عام 1957 مع عبد الحليم حافظ ولبنى عبد العزيز، وحب حتى العبادة مع صلاح ذو الفقار وتحية كاريوكا عام 1959، وسكر هانم عام 1960 مع كمال الشناوي وسامية جمال وعبد المنعم إبراهيم بدور فريد، ونهر الحب مع عمر الشريف وفاتن حمامة عام 1960، والناصر صلاح الدين مع أحمد مظهر وصلاح ذو الفقار ونادية لطفي عام 1963 بدور فيليب الثاني أغسطس، والخائنة مع نادية لطفي عام 1965، والمذنبون من إخراج سعيد مرزوق عام 1975 بدور وكيل النيابة، والرغبة والثمن مع صلاح ذو الفقار وناهد شريف عام 1978، وأهل القمة مع نور الشريف وسعاد حسني عام 1981، ومعالي الوزير مع أحمد زكي عام 2002، ولكنه لم يقم بالبطولة المطلقة إلا في فيلم واحد هو أغلى من عينيه، من تأليف وإخراج عز الدين ذو الفقار عام 1955.
كما قام بأداء صوتي لموسوليني في فيلم عمر المختار من إخراج مصطفى العقاد عام 1981.
اشترك في أكثر من مسلسل ديني ودرامي وأيضا فوازير رمضان وألف ليلة وليلة (شيريهان) في العام 1985م في قصة عروس البحور والأمير نور قام بدور شهبندر مدينة جور الشيخ منصور، وفي عام 1986م في قصة الأميرة وردشان وماندو ابن الزبال قام بدوره الأجمل وهو دور السلطان الصالح كهلان ولا يزال من أجمل أدواره. كما شارك في مسلسل شيخ العرب همام وأدى فيه شخصية والد همام شيخ العرب ومسلسل ساكن قصادي مع الراحلين محمد رضا وسناء جميل وهو من الأعمال التي لا تزال تلقى رواجا حتى الآن، كما تميز في أدواره التاريخية كدوره في فيلم الناصر صلاح الدين وفي مسلسل عمر بن عبد العزيز ومسلسل الأمير المجهول ومسلسل «لا إله إلا الله» في أكثر من ثلاثة أجزاء من أجزاء المسلسل الخمسة. ومثل في مسلسل البنات وقام بدور الاب، أيضاً قام بتجسيد دور أحمد في مسلسل «أوراق الورد» مع الفنانة وردة الجزائرية عام 1979 ؛ كما شارك في بطولة مسلسل أحلام الفتى الطائر مع عادل إمام.
كما شارك في العديد من المسرحيات ومن أبرزها مسرحتي شاهد ماشفش حاجة عام 1976 والواد سيد الشغال عام 1985 مع عادل إمام، ومسرحية سكر هانم عام 2010 والتي كانت إعادة إنتاج للفيلم الذي قدمه من قبل.

## أعماله الفنية

### الأفلام
| السنة | الأفلام |
| ----- | --- |
| 1937  | سلامة في خير |
| 1949  | كرسي الاعتراف - أوعى المحفظة |
| 1950  | الأفوكاتو مديحة - إلهام |
| 1951  | وداعا يا غرامي - أولاد الشوارع - السبع أفندي - ابن النيل                                                                                            |
| 1952  | ناهد - ما تقولش لحد - قدم الخير - سلوا قلبي - أنا وحدي                                                                                              |
| 1953  | وفاء - نافذة على الجنة - موعد مع الحياة - كلمة الحق - حكم قراقوش - حكم الزمان - بائعة الخبز - مكتوب على الجبين                                      |
| 1954  | شرف البنت - رسالة غرام - بنت الجيران - الآنسة حنفي - الأرض الطيبة                                                                                   |
| 1955  | من رضي بقليله - كيلو 99 - أغلى من عينيه |
| 1956  | وهبتك حياتي - قتلت زوجتي - دعوة المظلوم |
| 1957  | ليلة رهيبة - حملة أبرهة على بيت الله الحرام - الوسادة الخالية - إسماعيل يس في جنينة الحيوانات                                                       |
| 1958  | هذا هو الحب - ماليش غيرك - شباب اليوم - سيدة القصر - خالد بن الوليد - حتى نلتقي - المعلمة                                                           |
| 1959  | هدى - موعد مع المجهول - عش الغرام - حب حتى العبادة - أم رتيبة - المبروك - العتبة الخضراء                                                            |
| 1960  | وطني وحبي - نهر الحب - نهاية الطريق - قيس وليلى - شجرة العائلة - سكر هانم - سر امرأة - سامحني - ثلاث وريثات - الرباط المقدس                         |
| 1961  | عودي يا أمي - جوز مراتي - السبع بنات |
| 1962  | وفاء للأبد - غصن الزيتون - الخيانة العظمى |
| 1963  | عريس لأختي - الناصر صلاح الدين |
| 1965  | 008: عملية إبادة - العنب المر - الخائنة - الجبل |
| 1966  | رجل وامرأتان |
| 1967  | المخربون |
| 1974  | امرأة في مهب الريح |
| 1975  | المذنبون - الجبان والحب |
| 1976  | وبالوالدين إحسانا - نبتدي منين الحكاية - سنة أولى حب - دائرة الانتقام                                                                               |
| 1977  | وسقطت في بحر العسل - كفاني يا قلب - دعاء المظلومين - امرأة من زجاج - إلى المأذون يا حبيبي - العذاب امرأة - الحلوة والغبي                            |
| 1978  | ليالي ياسمين - شفاه لا تعرف الكذب - سلطانة الطرب - رحلة النسيان - المحفظة معايا - القمة الباردة - القاضي والجلاد - الرغبة والثمن - إبليس في المدينة |
| 1979  | قاتل ما قتلش حد - عاصفة من الدموع - حياتي عذاب - الوهم - الشك يا حبيبي                                                                              |
| 1980  | x علامة معناها الخطأ |
| 1981  | أهل القمة - انتخبوا الدكتور سليمان عبد الباسط - الرحمة يا ناس - عمر المختار                                                                         |
| 1982  | عروسة وجوز عرسان - القضية رقم 1 |
| 1985  | خيوط العنكبوت |
| 1986  | المشهد الأخير |
| 1987  | حبيبي أصغر مني |
| 1997  | البحث عن توت عنخ آمون |
| 2002  | معالي الوزير |
| 2005  | علمني الحب |
| 2010  | الرجل الغامض بسلامته |

### المسلسلات
| السنة | المسلسلات |
| ----- | --- |
| 1961  | العصفور والقفص                                                                                                  |
| 1964  | القط الأسود |
| 1965  | الوهم - المنتصرون                                                                                               |
| 1966  | زينة - البقية تأتي                                                                                              |
| 1973  | المعجزة |
| 1974  | هذه الحياة - الجدار                                                                                             |
| 1977  | لا أنام - الأفعى                                                                                                |
| 1978  | أحلام الفتى الطائر - كيف تخسر مليون جنيه - لحظة اختيار                                                          |
| 1979  | أوراق الورد |
| 1980  | الشبيهان |
| 1981  | جريمة على الشاطئ الهادئ                                                                                         |
| 1982  | الحب في الخريف                                                                                                  |
| 1983  | الطريق إلى سمرقند                                                                                               |
| 1984  | خطوات الشيطان                                                                                                   |
| 1985  | ألف ليلة وليلة - القشرة الذهبية                                                                                 |
| 1986  | ألف ليلة وليلة - الصورة                                                                                         |
| 1987  | وكسبنا القضية - رحمة - النهر لا يحترق - الطبري                                                                  |
| 1988  | عدالة الرشيد - البيت الكبير - الإسلام والإنسان - أبدا لن أنساه                                                  |
| 1989  | لؤلؤ وأصداف - المحطة الأخيرة - الحل الوحيد - الإسلام حضارة                                                      |
| 1990  | صباح الخير يا جاري - العزف على أوتار ممزقة - أحلام مشروعة                                                       |
| 1991  | مملوك في الحارة                                                                                                 |
| 1992  | ولا يزال الحب مستمرا - حافة الهاوية - المنزل الخلفي - الألبوم                                                   |
| 1993  | ألف ليلة وليلة - دموع صاحبة الجلالة                                                                             |
| 1994  | عمر بن عبد العزيز - وجوه للحب - إن فاتك الميري - المهر - اللقاء المستحيل                                        |
| 1995  | ساكن قصادي (ج1) - لن أمشي طريق الأمس - يا مولاي كما خلقتني - الصياد والأفعى - الحب والطوفان                     |
| 1996  | ساكن قصادي (ج2) - خالتي صفية والدير - عندما تتحرك الجبال - أيام الغربة - أحلام الشباب                           |
| 1997  | السيرة الهلالية (ج1) - طريق السراب - بيت الأزميرلي                                                              |
| 1998  | عائلة السكري - سقوط الأقنعة - حكاية أمل - جريمة في قصر العدالة - أيام الضحك والدموع - الوزير الشاعر - المسداوية |
| 1999  | ألف ليلة وليلة - يا قلبي لا تبكي - نهار وليل - في بيتنا كنز - الابن الضال - صورة تذكارية - اللص والخروف         |
| 2000  | ابن ماجة... القزويني - صيف ساخن جدا - راجل حظه كده - دنيا عجب - حبنا الكبير - أوتار التغريبة - الجحيم رجل       |
| 2001  | رحيق الفوارس - البرنسيسة                                                                                        |
| 2002  | الطريق إلى الحقيقة - الرجل المنتظر - شكرا جدتي                                                                  |
| 2003  | البنات - اختطاف - أخطأت ولا أدري                                                                                |
| 2004  | لقاء السحاب - حكايات بوبا العالم - المعمورة - أعمال رجال                                                        |
| 2005  | للثروة حسابات أخرى - شجرة الود - المنصورية - أريد حلا                                                           |
| 2006  | قلوب تائهة - الإمام المراغي - 30 شارع مصطفى حسين                                                                |
| 2007  | آخر نكته |
| 2008  | نفق الشيطان - نسيم الروح - لسانك حصانك - قصص بوليسية - ذكريات العام القادم                                      |
| 2009  | حكايات البنات - إن غاب القط                                                                                     |
| 2010  | ماما في القسم - شيخ العرب همام                                                                                  |
| 2011  | سمارة |

### المسرحيات
| السنة | المسرحيات                 |
| ----- | ------------------------- |
| 1948  | الغيرة                    |
| 1962  | تعيش وتاخد غيرها          |
| 1965  | يا مين يخلصني             |
| 1966  | الشبعانين                 |
| 1968  | مصرع كليوباترا            |
| 1974  | لعبة اسمها الحب           |
| 1976  | شاهد ما شافش حاجة         |
| 1982  | زيارة بلا موعد            |
| 1984  | إنهم يقتلون الحمير        |
| 1985  | الواد سيد الشغال          |
| 1993  | منور يا باشا - المنولوجست |
| 2003  | في عز الظهر               |
| 2004  | ليالي الأزبكية            |
| 2008  | زكي في الوزارة            |
| 2010  | سكر هانم                  |
| 2011  | حديقة الأذكياء            |

### المسلسلات الإذاعية
| السنة | المسلسل الإذاعي       |
| ----- | --------------------- |
| 1959  | عزيزة ويونس           |
| 1961  | شخصيات تبحث عن مؤلف   |
| 1970  | الأعماق البشرية       |
| 1974  | سنة أولى حب           |
| 2006  | الوسادة ما زالت خالية |
| 2010  | أيام الحب والجنون     |

## وفاته
توفي في مستشفى الجلاء العسكري يوم الأحد 16 أكتوبر 2011 الموافق 18 ذو القعدة 1432 هـ. وقد شيعت جنازته عقب صلاة الظهر بمسجد أبو بكر الصديق بمساكن شيراتون.

## وصلات خارجية
- عمر الحريري على موقع IMDb (الإنجليزية)
- عمر الحريري على موقع الدهليز
- عمر الحريري على موقع قاعدة بيانات الأفلام العربية
- عمر الحريري على موقع قاعدة بيانات الفيلم (الإنجليزية)